# 上官剑
上官剑（1980年8月—），男，汉族，江西遂川人，中华人民共和国政治人物。现任共青团上海市委员会书记，团十九届中央常务委员会委员，第十四届全国政协委员，中华全国青年联合会第十三届委员会常务委员会委员。